# Musée national de Kyoto
Le musée national de Kyoto (京都国立博物館, Kyōto kokuritsu hakubutsukan), ouvert en 1897, possède une large collection de pièces d’arts anciens provenant principalement du Japon et, dans une moindre mesure, de l’Asie de l'Est. Il est situé dans l’arrondissement de Higashiyama à Kyoto.

## Historique
C’est en 1875 que la décision de fonder le « musée impérial de Kyōto » est prise, bien que la première exposition n’y prend place qu’en mai 1897, le temps pour l’architecte Tokuma Katayama de construire les premiers bâtiments dans un style européen. En février 1924, l’édifice est cédé à la ville de Kyōto. En avril 1952, le statut de l’institution change, devenant tributaire du gouvernement et prenant le nom définitif de musée national de Kyōto. Ce dernier connaît ensuite deux vagues d’agrandissement, la première au milieu des années 1960 et la seconde au début des années 1980. Pour les cent ans du musée, une série de rénovations est décidée pour les premiers bâtiments.
En 2010, le musée a accueilli un total de 532 427 visiteurs, soit le 95e musée le plus fréquenté au monde selon The Art Newspaper.

## Collections
Le musée entreposait en 2008 un total de 12 562 pièces, dont 6417 qui lui appartenaient et 6145 qui lui ont été confiées par des propriétaires externes. Parmi l’ensemble de ces pièces figuraient 108 trésors nationaux et 976 biens culturels importants.
Les collections sont catégorisées d’une façon classique, :
- archéologie, principalement des objets en terre, en pierre ou en alliage datant des périodes Jōmon, Yayoi ou Kofun ;
- céramique japonaise et chinoise ;
- sculpture, notamment des masques japonais typiques de la période de Heian et des statues bouddhistes du Japon ancien ou de Chine et d’Inde ;
- arts textiles, comprenant aussi des accessoires de toilettes ou de rangements datant de l’époque féodale ;
- laque ;
- travail du métal, notamment sabre, pièces d’armure, miroirs et ornements ;
- architecture, notamment concernant les premiers bâtiments du musée qui ont été classés en 1969.
- calligraphie de sûtra et de documents historiques, avec un nombre important de trésors nationaux ;

Peinture
On peut y voir des peintures bouddhistes, des peintures du yamato-e, peinture à l’encre, peintures prémodernes et peintures coréennes et chinoises.
De l’époque féodale reste notamment le Paravent aux paysages du Tō-ji et l’ensemble de peintures bouddhistes des Douze Divinités, ou encore plusieurs emaki réputés comme le Rouleau des êtres affamés et le Rouleau des maladies.
Vient ensuite un large aperçu de la peinture monochromatique de Muromachi, inspirée du zen, avec par exemple des œuvres de Sesshū (Vue de l'Ama no Hashidate, Paysage), Sesson ou Mokuan Shûyu.
La peinture d’époque d'Edo (1600-1868) est elle représentée par des artistes comme Tawaraya Sōtatsu, Kanō Tannyū et Matsumura Goshun. On la retrouve également sur un paravent de l'école Hasegawa : Kabuki d'Okuni.

## Galerie

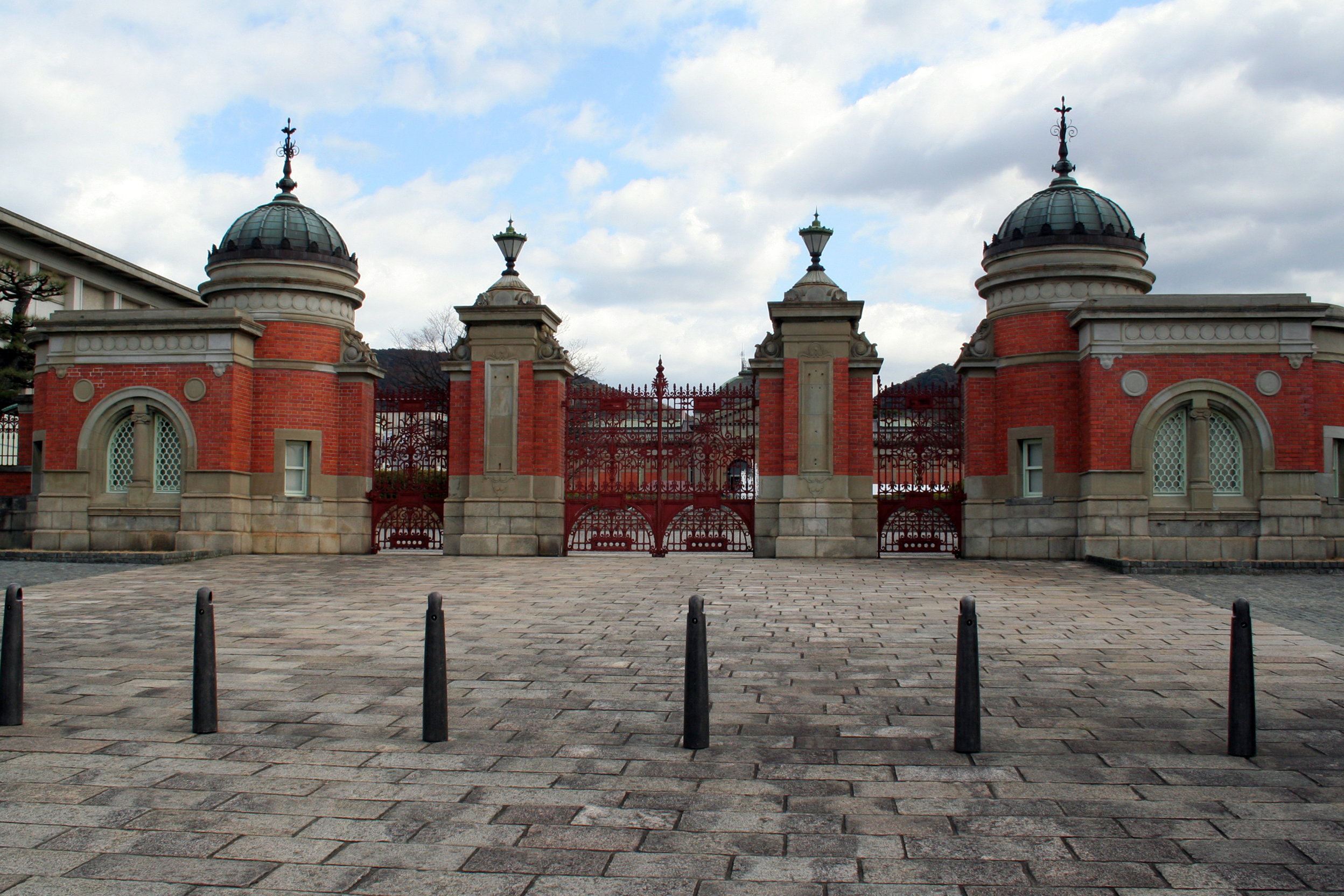
Entrée du musée
Vue de l'Ama no Hashidate, Sesshū
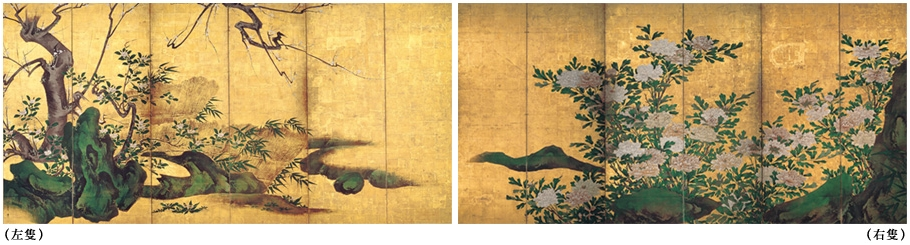
Paravent aux fleurs, Kaihō Yūshō
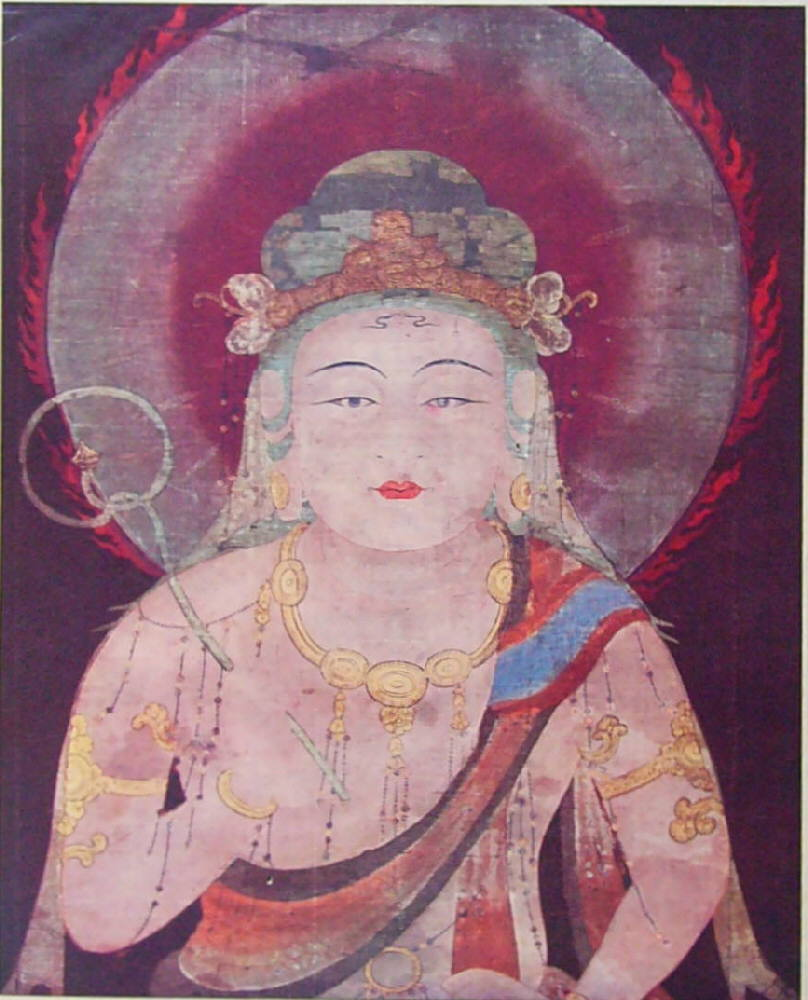
Sui Ten, Douze Divinités
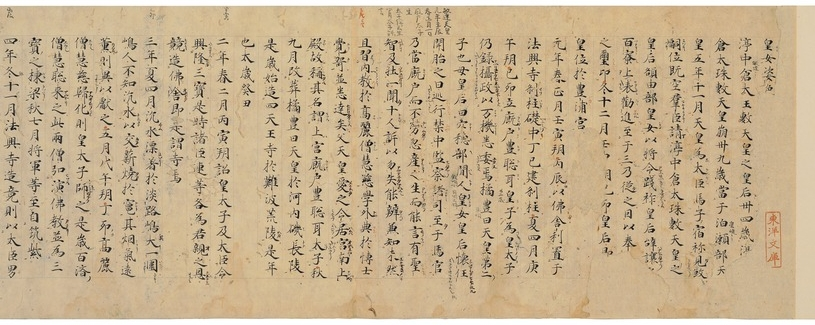
Calligraphie du Nihon Shoki

## Sources et références
1. 1 2 3  (en) « Outline of the National Institutes for Cultural Heritage, 2015 », National Institutes for Cultural Heritage
2. ↑  (en) « Museum Visitors Statistics », musée national de Kyōto (consulté le 11 mai 2011)
3. ↑  (en) John H. Martin et Phyllis G. Martin, Kyoto Cultural Guide, Tuttle Publishing, 2001, 352 p. (ISBN 978-0-8048-3341-7, lire en ligne), p. 46
4. ↑  (en) « Mandate and History », musée national de Kyōto (consulté le 11 mai 2011)
5. ↑  (en) Javier Pes, « Exhibition & museum attendance figures », The Art Newspaper, no 223,‎ avril 2011, p. 24 (lire en ligne)
6. ↑  (en) « Collection Statistics », musée national de Kyōto (consulté le 11 mai 2011)
7. ↑  « Musée national de Kyōto, guide des collections », dépliant (consulté le 11 mai 2011)
8. ↑  « Galerie en ligne », musée national de Kyōto (consulté le 11 mai 2011)
9. ↑  Hélène Prigent, « Images du Monde flottant », Le Petit Journal des grandes expositions, no 369,‎ 29 septembre 2004, p. 3-7 (ISBN 2-7118-4852-3)